# Light Work
Light Work es un centro de fotografía en Syracuse, Nueva York. Esta organización sin ánimo de lucro apoya a los fotógrafos a través de un laboratorio digital de acceso comunitario, residencias, exposiciones y publicaciones.

## Historia
La organización tiene su sede en la Universidad de Syracuse en el Robert B. Menschel Media Center. Los directores fundadores Phil Block y Tom Bryan la establecieron en 1973 y Jeffrey Hoone ha dirigido Light Work desde 1982.
Sus programas cuentan con el apoyo de National Endowment for the Arts; New York State Council on the Arts; Robert y Joyce Menschel; Vital Projects Fund, Inc.; Syracuse University; Central New York Community Foundation; Joy of Giving Something, Inc. así como de suscriptores locales.
Autograph ABP, el Community Folk Art Center, En Foco, el Everson Museum of Art, el Red House Art Center, el Urban Video Project (UVP), y otros son socios colaboradores del centro.

## Programa de artistas en residencia
Light Work invita cada año a una docena o más de artistas a Siracusa para que trabajen en nuevos proyectos. La residencia incluye un estipendio, un apartamento amueblado, apoyo del personal y acceso a sus instalaciones.
Los nuevos trabajos de los artistas residentes se publican en una edición especial de la revista del centro, Contact Sheet: The Light Work Annual, que incluye un ensayo encargado por Light Work. Las obras de los antiguos artistas residentes también forman parte de la colección de Light Work. Hasta la fecha, más de 360 artistas han participado en el programa. Entre los fotógrafos que han participado en este programa de Artistas en Residencia se encuentran Amy Jenkins, Yijun Liao, Stuart Rome, Demetrius Oliver, Don Gregorio Antón, Ka-Man Tse, Robert J. Hirsch, Cindy Sherman, Anthony Hernández, Stuart Rome, Richard Bruce Snodgrass y Nancy Floyd.

## Laboratorio de Trabajo de la Luz
El laboratorio ofrece a sus miembros asistencia técnica a través de un laboratorio digital con equipos de impresión y escaneado DIY, un laboratorio de servicios digitales, estudios privados, cuartos oscuros en blanco y negro, un estudio de iluminación y una biblioteca.
También organiza talleres y clases que abarcan desde el cuarto oscuro y los fundamentos técnicos de la fotografía hasta el flujo de trabajo digital y el desarrollo profesional práctico.

## Exposiciones
Desde su creación, Light Work ha presentado más de 400 exposiciones. Cada año se organizan cuatro en su galería Kathleen O. Ellis. Otras sedes son la Galería del Pasillo de Light Work, la Galería de los Cuartos Oscuros de la Comunidad y la Galería de Fotografía Robert B. Menschel. Light Work colabora regularmente con el Urban Video Project (UVP), el Everson Museum of Art y otras organizaciones y galerías de Siracusa. Ocasionalmente se celebran exposiciones satélite en la Galería Palitz de la Casa Lubin de la Universidad de Syracuse en Nueva York.

## Proyecto de Vídeo Urbano
El Proyecto de Vídeo Urbano (UVP) es una iniciativa de arte público multimedia de Light Work y la Universidad de Syracuse con tecnología proporcionada por Time Warner Cable. Su misión es presentar exposiciones y proyectos que celebren las artes y la cultura de Siracusa, donde UVP opera un sitio de exposición permanente y una unidad de proyección móvil a lo largo del Corredor Conectivo de la ciudad. UVP Everson proyecta una imagen cercana al tamaño de una pantalla IMAX sobre la plaza de esculturas del Museo de Arte Everson.

## Colección
La colección de Light Work cuenta con más de 3.500 fotografías y objetos de arte.
Artistas residentes como Cindy Sherman, John Gossage, Sunil Gupta, y otros, están representados con obras tempranas realizadas durante su residencia en Light Work.

## Publicación
Contact Sheet cubre los últimos trabajos de artistas emergentes y de media carrera de todo el mundo. Sus cinco números anuales se diseñan e imprimen siguiendo la tradición de las monografías de fotografía artística y no tienen publicidad. Muchos fotógrafos importantes han sido incluidos en las primeras etapas de sus carreras, incluyendo a Andrés Serrano, Carrie Mae Weems, Hank Willis Thomas, y otros.